# Mario Chianese
Mario Chianese (Genova, 29 settembre 1928 – Novi Ligure, 5 agosto 2020) è stato un pittore e incisore italiano.

## Biografia
Nasce il 29 settembre 1928 nel quartiere genovese di Sampierdarena, comune autonomo fino al 1926.
Figlio di Nicolò Chianese, pittore, appartenente alla scuola dei maestri sampierdarenesi di fine Ottocento primi Novecento, con frequentazioni di artisti tra i quali: Giuseppe Sacheri, Alberto Helios Gagliardo, Cipriano Mannucci, Gennaro d'Amato, Antonio Maria Morera e lo scultore Ave Bassano.
Cresce con madre Nicoletta e la sorella maggiore Olga nella casa che fu studio e abitazione del pittore Angelo Vernazza, residenza presa in affitto dal padre nel 1940 ancora arredata con la collezione di quadri che, insieme ad alcuni lavori del Vernazza, comprendeva opere di Nicolò Barabino, Giovanni Battista Derchi e Dante Conte oltre ad una biblioteca ricca di testi e trattati d'arte.
Fin da giovinetto inizia a dipingere; il padre notandone l'attitudine lo segue diventando il suo primo maestro e dal 1941 comincia a portarlo con sé durante le sedute in campagna a riprendere paesaggi.
Preferisce non iscriversi alla scuola d'arte ma, incoraggiato dal padre, inizia a prendere lezioni private, prima dal pittore Mario Canepa, poi dallo scultore Ave Bassano e infine nel 1947 dal pittore Antonio Schiaffino. Anche se in seguito deciderà di proseguire i suoi studi da autodidatta, queste frequentazioni saranno fondamentali per lo sviluppo delle tecniche di Chianese; altrettanto lo saranno l'osservazione, la pratica assidua e il riferimento alla tradizione.
Presenta la sua prima esposizione personale alla Galleria Rotta di Genova nel 1950, alla mostra, portata l'anno successivo alla Galleria Ranzini di Milano, ne seguiranno altre in quasi tutte le regioni italiane, questo induce a scrivere su di lui critici come: Leonardo Borgese, Raffaele De Grada, Emilio Zanzi, Giovanni Riva, Arrigo Angiolini, Vincenzo Costantini e Aurelio Bellocchio, le critiche sono positive.
La moglie Anna, sposata nel 1954, lo sostituisce in parte nell'attività di famiglia, un negozio di cristalli e porcellane a Sampierdarena, contribuendo a far sì che possa dedicarsi quasi esclusivamente alla pittura e alla ricerca sull'incisione che inizia alla fine degli anni cinquanta.
Nel 1959 concorre al Premio di pittura Lorenzo Delleani e viene premiato dalla giuria presieduta da Felice Casorati. Alla fine dello stesso anno partecipa alla VIII Quadriennale Nazionale d'Arte di Roma che si tiene al Palazzo delle Esposizioni dal 28 dicembre al 30 aprile 1960.
Dal 1960 frequenta un gruppo di artisti tra i quali Enrico Castellani, Lucio Fontana, Rocco Borella, questo lo porta ad un periodo di pittura di estrema sintesi che caratterizzerà le frequenti mostre presso la galleria La Polena di Genova.
Nel 1972, per un'esigenza di cambiamento, si trasferirà a Monterosso; la vendita dell'attività di famiglia lo aiuta a continuare a vivere solo della propria arte.
Nel 1973 nasce il figlio Simone; in questo stesso anno acquista il terreno di Gavi dove progetterà e farà edificare la casa di campagna che diventerà la residenza estiva della famiglia e il punto di partenza per la ricerca dei suoi soggetti paesistici.
Nel 1979 viene eletto Accademico di merito dell'Accademia ligustica di belle arti; lo stesso anno presso la medesima accademia gli viene affidata la cattedra di pittura che manterrà fino al pensionamento nel 1997.
Nel 1980 viene pubblicata nelle Edizioni Sabatelli, una monografia sulla sua pittura a cura di Gianfranco Bruno.
Nel 1982 si trasferisce a Genova; quell'anno il Comune di Arezzo organizza una personale di pittura e incisione, curata da Gaetano Giuffrè, presso la Galleria d'arte moderna della città.
Nel 1985 il Comune di Genova organizza una sua personale di incisione presso il Museo di Sant'Agostino.
Nel 1988, in occasione di una mostra antologica presso la Galleria Rubinacci di Genova, vengono pubblicati in un catalogo tutti i testi critici di Germano Beringheli dal 1961 al 1987.
Nel 1997 il Museo d'arte contemporanea Villa Croce di Genova organizza un'antologica di pittura e incisione a cura di Guido Giubbini con catalogo Skira.
Nel 1998 il Museo Civico di Bellinzona Villa dei Cedri pubblica a cura di Matteo Bianchi un quaderno sulla sua opera incisoria dal 1959 al 1998.
Dal 1990 al 2000 è stato presidente dell'associazione degli incisori liguri e con la tutela del Museo d'arte contemporanea Villa Croce ha organizzato tre triennali dei giovani incisori.
Nel 2003 alla Biennale dell'Incisione G. Polanski gli viene conferito il premio alla carriera.
Nel 2005 il Comune di Alessandria lo sceglie, allestendo una sua personale di incisione, per inaugurare l'attività espositiva del rinnovato Gabinetto delle Stampe Antiche e Moderne di Palazzo Cuttica di Cassine.
Nel 2011 accetta l'invito di partecipare alla Biennale ligure d'arte contemporanea, una sezione regionale del Padiglione Italia della Cinquantaquattresima Esposizione Internazionale d'Arte Biennale di Venezia proposta da Vittorio Sgarbi come mostra inaugurale dell'appena restaurato Palazzo della Meridiana a Genova.
Il 21 settembre 2017 a Torino, nello Spazio Don Chisciotte della Fondazione Bottari Lattes, inaugura la mostra antologica "Il tempo, la luce, la terra, la memoria" dove sono rappresentati oltre sessant'anni di studi e di pittura sulla natura.
L'arte di Chianese, fatta eccezione per alcuni studi, le nature morte e i ritratti, è una pittura di natura dove poco spazio è lasciato al costruito dall'uomo e ogni argomento è ripreso sempre dal vivo. I suoi soggetti sono i paesaggi che dall'epicentro di Gavi si sviluppano verso Bosio, Mornese, San Cristoforo, Francavilla, Arquata Scrivia, Vignole, Carrosio; alcuni scorci di Monterosso. A Genova tra gli anni 40 e 50 le alture di Sampierdarena dove risiedeva, in seguito quella di Sant'Ilario.
Amante della pittura ligure di fine Ottocento e Novecento, possedeva una raccolta di opere di autori tra i quali: Ernesto Rayper, Santo Bertelli, Rubaldo Merello, Giovanni Battista Derchi; è stato il maggior esperto e tra i più importanti collezionisti dell'opera di Dante Conte.